# الإيلية

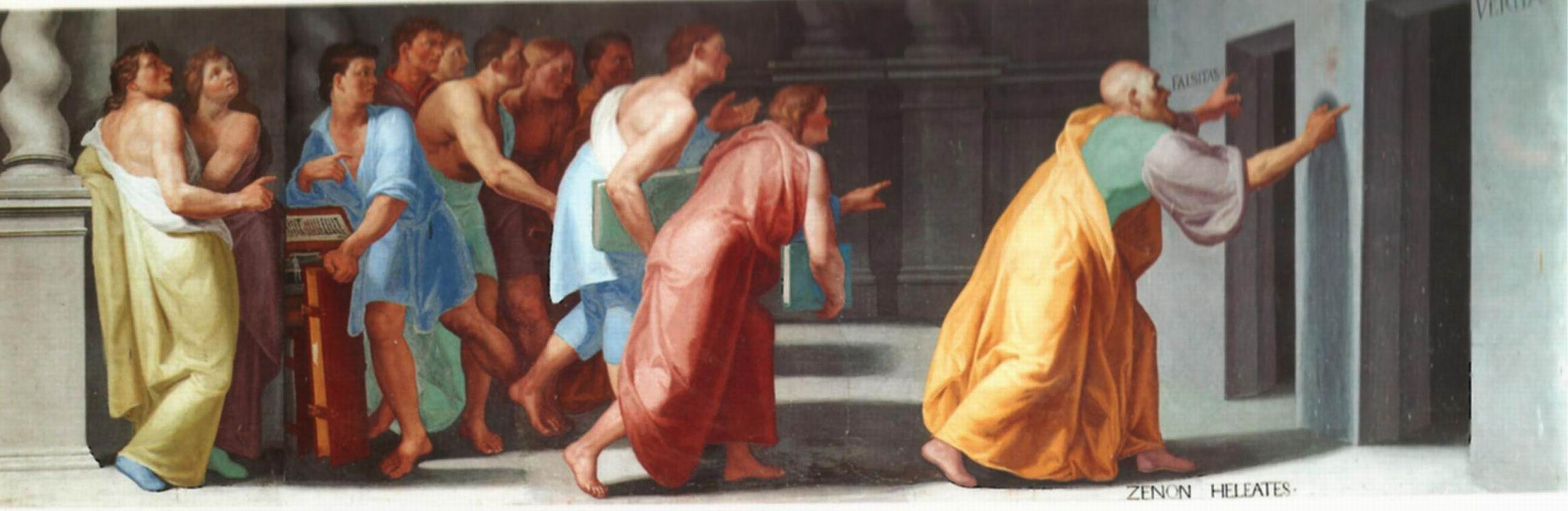

المدرسة الايلية هي مدرسة خاصة بدراسة الفلسفة اسسها الفيلسوف الشهير كزينوفانيس صاحب كولوفون في إقليم كامبانيا في جنوب إيطاليا بايليا حيث اشتق اسم الايلية.ايليا كانت مستوطنة تابعة لفوكيا من مقاطعة يونيا قديما وحاليا فوكا وهي تابعة للدولة التركية.
حيث يعتبر كل من برمنيدس وزينون الاثنين من ايليا الممثلين الرئيسيين لهذه المدرسة الايلية.اما ميليسوس من ساموس كان ثالث وآخر عضو في المدرسة الإيلية الفلسفية القديمة.

## افكارها الرئيسية
تعتبر بارمنيدس صاحب فكرة الوجود مؤسس علم الوجوديات.
- حسب برمنيدس فهنالك طريقين اثنين امام الباحث عن الحقيقة الأول هو:

تاكيد وجودية الكائن، الطريق نحو الحقيقة (الكائن موجود).وبصرف النظر عن هذا المسار، مسار الرأي الغامض ليس الا لافكر أو ما اصطلح على تسميته ب doxa (مجموعة الاراء الغامضة التي يتخذها المرء بخصوص شخص أو جانب من جوانب الواقع على عكس السبيل الصحيح للوصول إلى الحقيقة)أو المعرفة المنقوصة.
- خلافا لهرقليطس الذي ركز على صيرورة الأشياء (التغير الدائم)سعى برمنيدس للاستقرار (الاستقارا الدائم), في قصيدته الطبيعة، يمكن أن نعتبر أن برمنيدس لا يعارض الحواس (والتي ليست الا ضربا من الوهم) والسببية (الطريق الوحيد للوصول إلى الحقيقة).; لكن بدلا من ذلك الكائن وdoxa (الاراء).
- انه يخص الاعتبارات التي يتصمنها زامل

الأسلوب الفلسفي: فمن الضروري تمييز حقيقة الراي التي يمكن ان نكونها على حدث ما.
برمنيدس وصل اثينا في سنة 65 حيث التقى سقراط.
- يعتبر برمنيدس أحد أهم الممثلين للمدرسة الايلية، واحد أهم الفلاسفة ما قبل سقراط الذين كان لهم الاثر العظيم على الفلسفة الغربية.و نالت افكاره فيما بعد مكانة معتبرة لدى افلاطون الذي كرس إحدى حواراته الفلسفية حول برمنيدس، اما أرسطو فطور مفهوم الكينونة في الكتب التي جمعها حول الميتافيزيقيا بالغرب في القرن الثالث عشر.
- زينون من إيليا تلميذ برمنيدس، يعتبر واضع منهج الجدل، وهو صاحب المتناقضات الشهيرة (مفارقات السهم، اخيل والسلحفاة...الخ)
- إيمبيدوكليس (500 ق.م- 430ق.م)تلميذ آخر كان فيلسوفاً يونانياً في فترة ما قبل سقراط، مواطن بمدينة آغريغنتوم، وهي مدينة يونانية بـصقلية، وفلسفة إيمبيدوكليس كانت المنشأ لنظرية العناصر الأربعة، اكد ان العالم يعتمد على وجود قوتين متعارضتين أطلق عليها الحب والبغض كسبب لتمازج العناصر أو انفصالها عن بعضها.